# تانتالوس ۲۱۰۲
سیارک ۲۱۰۲ (به انگلیسی: 2102 Tantalus، نامگذاری:1975YA) دو هزار و صد و دومین سیارک کشف شده‌است که در ۲۷ دسامبر ۱۹۷۵ کشف شد.
قدر مطلق سیارک برابر ۱۶٫۲۰ است.